# Aranyszív
Az Aranyszív egy magyar fikciós sorozat, amelyet Ujj Mészáros Károly rendez. A sorozat a Hypewriter 2019-es forgatókönyvíró pályázat egyik győztes ötletén alapszik.
Az első évadát 2024-ben mutatja be az RTL+.

## Története
2023. április 25-én Kolosi Péter, az RTL Magyarország tartalomért felelős vezérigazgató-helyettese a Digital-Media Hungary konferencián bejelentette, hogy egy újabb fikciós sorozatot készítenek el az RTL+ streamingszolgáltatóra. A sorozatot a Hypewriter 2019-es forgatókönyvíró pályázat egyik győztese lett. 2023. október 26-án a Big Picture konferencián bejelentették, hogy a sorozat magyar címe Aranyszív lesz.

## Epizódok
| Sor. | Év. | Cím     | Rendező | Író | Premier |
| ---- | --- | ------- | ------- | --- | ------- |
| 1.   | 1.  | 1. rész | N/A     | N/A | 2024    |